# Liste der Bischöfe von Susdal
Die folgenden Personen waren Bischöfe von Susdal (Russland):
- Simon (1215–1226)
- Mitrofan (1227–1237)
- Serapion (1274–1275)
- Feodor (1276–1286)
- Jakob (1288–1295)
- Simeon (1295–1299) (danach Bischof von Rostow)
- Johann (–1314)
- Nafanail (1347–)
- Daniel (1351–1362)
- Aleksij Pleschtschew (1352–1354) (danach Metropolit von Kiew)
- Aleksij (1363–1365)
- Dionisij (1374–1384) (danach Metropolit von Kiew)
- Efrosin (1390–1407)
- Mitrofan (1406–1416)
- Abraamij (1436–1449)
- Philipp (1455–1464) (danach Metropolit von Moskau)
- Ewfimij (–1483)
- Feodor (1483–1484)
- Infont (1484–1508)
- Simeon Stremouchow (1509–1515)
- Gennadij (1517–1531)
- Ferajaont (1539–1543)
- Jona Sobina (1544–1548)
- Trifon Stupischin (1549–1551)
- Afanasij Palezkij (1551–1564)
- Elewferij (1564–1567)
- Panuftij (1567–1569)
- Warlaam I. (1570–1586)
- Job (1587–1592)
- Galaktion (1593–1609)
- Gerasim (1612–1615)
- Arsenij (1616–1626) (vorher Eparch von Archangelsk und Twer)
- Josif Kurzewitsch (1626–1634)
- Serapion (1634–1653)
- Sofronij (1654)
- Josif (1655–1656)
- Filaret (1656–1658) (wird Eparch von Smolensk)
- Stefan (1658–1660)
- Markell (1680–1681) (wird Eparch von Pskow)
- Lawel Morawckij (1681)
- Ilarion (1681–1705)
- Efrem Jankowitsch (1708–1712)
- Ignatij Smola (1712–1719)
- Warlaam II. Lenizkij (1719–1724)
- Joakim (1725–1731) (war Eparch von Nowgorod und danach Eparch von Rostow)
- Gabriil Russkoj (1731–1735)
- Afanasij Kondoidi (1735–1737)
- Simon (1739–1747)
- Porfirij Krajskij (1748–1755)
- Silvester Glowarskij (1755–1760)
- Gennadij Dranizyn (1760–1775)
- Tichon Jakubowskij (1775–1786)

Der Bischofssitz wird mit dem in Wladimir vereinigt.